# The Head - La testa
The Head - La testa (The Head) è una serie televisiva animata statunitense del 1994, creata da Eric Fogel.
Originata come miniserie di fantascienza sotto l'etichetta di MTV's Oddities, la serie racconta le avventure di Jim, un ragazzo dalla testa gigante, e Roy, un piccolo alieno viola che abita nella testa di Jim. I due condividono un insolito legame simbiotico; infatti, in cambio di un posto dove stare, Roy aiuta e insegna il ragazzo a svolgere vari compiti e ad avere più autostima.
La serie è stata trasmessa per la prima volta negli Stati Uniti su MTV dal 19 dicembre 1994 al 1º marzo 1996. In Italia la serie è stata trasmessa su MTV dal 29 settembre al 1º dicembre 1998. La serie venne anche pubblicata in un volume VHS, con il titolo "The Head - Salva La Terra", contenente la prima stagione completa con il doppiaggio italiano.

## Trama
La serie racconta le avventure di Jim, uno studente di una scuola professionale di New York che una mattina, dopo essersi svegliato, scopre che il suo cranio è diventato enorme. Una settimana dopo, la sua testa esplode ed esce Roy, un piccolo alieno viola con uno strano senso dell'umorismo che ha preso residenza nella testa di Jim per adattarsi all'ambiente terrestre mentre era in missione per salvare il mondo da un alieno di nome Gork. Roy spiega che esistono due razze di alieni simbiotici: la sua, che è mutualistica; e quella di Gork, che è parassitaria. Ad aiutare i due arrivano la ragazza di Jim, Madelyn, il dottor Richard Axel e un gruppo di "anomalie umane".

## Episodi

### Prima stagione
| nº | Titolo originale | Titolo italiano    | Prima TV USA     | Prima TV Italia   |
| -- | ---------------- | ------------------ | ---------------- | ----------------- |
| 1a | The Head         | La testa           | 19 dicembre 1994 | 29 settembre 1998 |
| 1b | The Date         | L'appuntamento     | 19 dicembre 1994 | 29 settembre 1998 |
| 2a | The Mission      | La missione        | 26 dicembre 1994 | 6 ottobre 1998    |
| 2b | The First Piece  | Il primo pezzo     | 26 dicembre 1994 | 6 ottobre 1998    |
| 3a | The Museum       | Il museo           | 2 gennaio 1995   | 13 ottobre 1998   |
| 3b | Jim's Plan       | Il piano di Jim    | 2 gennaio 1995   | 13 ottobre 1998   |
| 4a | The Jungle       | La giungla         | 9 gennaio 1995   | 20 ottobre 1998   |
| 4b | Hillbilly Town   | Hillbilly Town     | 9 gennaio 1995   | 20 ottobre 1998   |
| 5a | Rebellion        | Ribellione         | 16 gennaio 1995  | 27 ottobre 1998   |
| 5b | Mona's Secret    | Il segreto di Mona | 16 gennaio 1995  | 27 ottobre 1998   |
| 6a | Nite Raid        | Raid notturno      | 23 gennaio 1995  | 3 novembre 1998   |
| 6b | Rescue           | Il salvataggio     | 23 gennaio 1995  | 3 novembre 1998   |
| 7  | The Invasion     | L'invasione        | 30 gennaio 1995  | 10 novembre 1998  |

### Seconda stagione
| nº | Titolo originale         | Titolo italiano           | Prima TV USA     | Prima TV Italia  |
| -- | ------------------------ | ------------------------- | ---------------- | ---------------- |
| 1  | The Rise and Fall Of Jim | L'ascesa e declino di Jim | 5 febbraio 1996  | 17 novembre 1998 |
| 2  | Return Of The Spider     | Il ritorno dei ragni      | 12 febbraio 1996 | 17 novembre 1998 |
| 3  | The Taste Of Romance     | Il gusto dell’amore       | 19 febbraio 1996 | 24 novembre 1998 |
| 4  | Legend Of The Blues      | La leggenda del Blues     | 5 marzo 1996     | 24 novembre 1998 |
| 5  | The Bad Seed             | Il seme cattivo           | 12 marzo 1996    | 1º dicembre 1998 |
| 6  | Rats                     | I ratti                   | 19 marzo 1996    | 1º dicembre 1998 |

## Personaggi

### Personaggi principali
- Jim (stagioni 1-2), voce originale di Jason Candler, italiana di Gianluca Iacono.
Jim è il protagonista della serie. È un ragazzo che all'inizio si vede chiuso, solitario, senza moltissimi amici, ma poi si aprirà grazie anche al nuovo senso di autostima che acquisisce dovuto all'aiuto di Roy. All'inizio Jim è un ragazzo come tanti, con una testa normale. Poi, durante una passeggiata notturna in campagna, vede delle luci abbaglianti in cielo. Viene accecato da una di esse, sviene e quando si sveglia scopre di avere una testa più grande del normale. Ha frequentato la facoltà di ingegneria all'università.
- Roy (stagioni 1-2), voce originale di Jason Candler, italiana di Massimiliano Lotti.
Roy è un piccolo alieno viola che vive nella testa di Jim. È un alieno antropomorfo di 26 anni che viene da un lontano pianeta con una missione da compiere: deve infatti salvare la Terra da un'invasione di alieni parassiti mangia-cervelli. È il consigliere spirituale di Jim: gli salva la vita in molte occasioni ed è il suo migliore amico. Non ha problemi ad entrare ed uscire nella testa di Jim. Il suo nome completo è Riumijelliteksami ed ha uno strano modo di fare l'amore: entra infatti con le mani nel cervello della sua donna e ne stimola i circuiti del piacere.
- Madelyn (stagioni 1-2).
La ragazza di Jim. Una dolce ed affascinante ragazza di circa venticinque anni di cui Jim è innamorato dai tempi della facoltà di ingegneria (infatti lui stesso dirà a Roy di averci impiegato più di mezzo semestre per chiederle solamente come si chiamava), Madeleine è impegnata in tutto ciò che è sociale. Grintosa e determinata, non si ferma davanti a nessun ostacolo. Madeleine ne ha passate di tutti i colori: è stata infatti la prima vittima degli alieni parassiti, uscendone però viva grazie all'aiuto di Jim e Roy.
- Gork (stagioni 1-2), voce italiana di Diego Sabre.
Il cattivo della serie. Un malvagio alieno parassita membro di una stirpe di extraterrestri conquistatori decisi a dominare la Terra e soggiogare i suoi abitanti rendendoli schiavi senz'anima. Gork e Roy sono delle vecchie conoscenze: infatti Gork è il primo alieno con cui Roy ha a che fare, visto che si impossessa di Madeleine, rendendola schiava. Verrà poi catturato e infine tornerà nella sua nave-madre dopo la disfatta degli alieni e la salvezza della Terra.
- Dott. Lucas Elliott (stagioni 1-2), voce originale di Frank Gresham.
Un ricercatore scientifico ossessionato dagli extraterrestri e tutto ciò che ha a che fare con lo spazio profondo, il dr. Elliott è convinto che il destino del mondo sia nelle sue mani. È una sorta di scienziato pazzo che prima se la vede con Gork e poi con Roy. Prima si fa manipolare dall'alieno parassita grazie all'ipnosi di quest'ultimo, ma torna in sé quando Roy gli dice che Gork lo sta manipolando. Lì il dr. Elliott si arrabbia, perché "nessuno può permettersi di manipolare il dottor Lucas Elliott". Alla fine il dottore verrà posseduto da Gork, che lo userà per tornare nella nave-madre con la Sfera Nera, il conduttore che fa funzionare la macchina anti-invasione. Con la sconfitta degli alieni, il dottor Elliott rimarrà nella nave-madre, diventando il giocattolo degli extraterrestri.
- Shane Blackman (stagioni 1-2), voce italiana di Pino Pirovano.
Esegue un gruppo di supporto di cui Jim fa parte. Blackman è un conoscente di Madelyn. Attraverso il gruppo di supporto di Blackman, Jim finisce per incontrare un gruppo di amici anormali che lo aiuteranno durante le sue avventure.

### Personaggi secondari
- Dott. Axel Asher.
Medico specializzato in teste, è l'unico che conosce il segreto di Jim. Lo aiuta in molte occasioni. Verrà catturato dai federali, poi salvato da Jim e Roy.
- Agenti federali Marshall e Smithee.
Due agenti federali che lavorano per il dottor Elliott, Marshall e Smithee vestono in giacca, cravatta e occhiali scuri. Marshall è alto, slanciato e di corporatura esile. Smithee è basso e di corporatura robusta. Rischiano la vita in più occasioni (come quando l'agente Smithee recupera la Sfera Nera in fondo al mare avendo dimenticato le mute da sub a casa) e alla fine della serie si scoprono innamorati l'uno dell'altro, scena che culmina in un tenero bacio. L'agente Marshall pensa che l'invasione aliena sia tutto uno scherzo del dr. Elliott per conquistare il mondo. Invece l'agente Smithee ha un segreto: come secondo lavoro fa infatti lo spogliarellista nei night club.
- Ray.
Uno dei membri del gruppo di Stranezze Umane. È un uomo di circa trent'anni, dai capelli rossi. Indossa sempre un maglione bianco e dei jeans azzurri. Il suo "handicap" è particolare: una lama da falciatrice gli si è conficcata in testa, dovuto al fatto che il suo tosaerba era difettoso (aveva avvitato bene la lama e questa si era staccata lo stesso). Più tardi scoprirà che il Ministero dell'Agricoltura era d'accordo alla vendita di questi prodotti. La lama ora fa parte del suo cranio, e i medici dicono che se per caso si dovesse staccare dal cranio, per Ray sarebbe la morte certa.
- Ivan, voce originale di Michael Ruschak.
Uno dei membri del gruppo di Stranezze Umane. Ivan è russo purosangue, emigrato in America da Mosca in nave. Ha una disfunzione genetica che gli ha dato una seconda bocca (con tanto di denti) all'altezza del petto. Veste sempre una casacca verde militare e dei pantaloni marroni. Sembra che abbia 45 anni. Ha i capelli di larghezza media, castani, e dei folti baffi castani. Nella versione americana parla con forte accento russo.
- Mona.
Un'affascinante ragazza di età compresa tra i 25 e i 30 anni. Mona è una dei membri del gruppo di Stranezze Umane. Non presenta handicap fisici, almeno visibili: ha infatti una coda corta che nasconde sempre e che l'ha emarginata dalla società. Mona ha un segreto: è una spia al servizio del dr. Elliott e si tradirà quando Roy, facendo l'amore alla sua maniera, sperimenterà una nuova posizione. Mona sarà la causa della cattura di Roy, ma poi decide di salvarlo perché si è innamorata di lui. Fisicamente ha i capelli lunghi, viola, un corpo slanciato e pelle leggermente abbronzata.
- Chin.
Chin è un ragazzo cinese, membro del gruppo di Stranezze Umane. Ha circa ventotto anni, capelli corti, neri, baffetti lunghi e sottili in stile orientale e braccia e gambe insolitamente lunghe. Senza dubbio Chin ha la storia più tragica di tutti i personaggi: infatti viene abbandonato dai genitori quando ne scoprono la deformità, poi viene trovato da un bieco sfruttatore che fa di lui un fenomeno da baraccone, il "Fenomenale Ragazzo-Ragno". Una notte, si sveglia e riesce a scappare dalla prigionia. Nella seconda stagione, un episodio sarà interamente dedicato a lui: tornerà infatti in Cina, seguito da Jim e Roy, per degli affari che hanno a che vedere col suo passato.
- Raquel.
Una dei membri del gruppo di Stranezze Umane. Raquel ha circa 24 anni, ha origini latine, è una ragazza molto solare e piena di vita ma è costretta a vivere in solitudine per la sua deformità: ha infatti un naso molto lungo, che le fa somigliare la faccia al muso di un topo. Come se non fosse abbastanza, ha anche gli incisivi sporgenti, cosa che le fa pronunciare con la "F" le parole che hanno molte "S" (Esempio: "Lo Fo, Fembro un topo!"). Tuttavia non è da sottovalutare, in quanto è espertissima di arti marziali.
- Earl.
L'ultimo, ma non per questo meno importante, del gruppo di Stranezze Umane. È afroamericano e sembra essere il più giovane, visto che fisicamente non dimostra più di 19 anni. Il suo handicap è molto bizzarro: ha infatti una boccetta d'acqua con tanto di pesce rosso dentro la bocca. Dice che si può risolvere con un'operazione chirurgica, ma lui non vuole sottoporsi ai ferri perché ha paura. Per esprimersi usa uno strano computer che traduce in parole i pensieri che Earl esprime. Earl sacrificherà il suo pesce per disattivare un campo di forza elettrica che impedisce a Jim e agli altri l'accesso alla base per salvare Roy.

## Produzione
Il creatore della serie Eric Fogel, dopo essersi laureato all'Università di New York, ha iniziato e animato l'episodio pilota della serie nel seminterrato della casa dei suoi genitori a Long Island con l'aiuto di alcuni studenti delle scuole superiori locali. Successivamente alla pubblicazione dei primi due episodi The Head Saves The Earth e The Date nel sito ufficiale di Liquid Television, dopo aver contrattato con il vicepresidente Abby Terkuhle di MTV, la serie è stata inserita all'interno dell'etichetta MTV's Oddities assieme alla serie animata The Maxx, trasmettendo ufficialmente la serie dal 26 dicembre 1994 con un totale di sei episodi. Ogni episodio parodia un film di serie B. Inoltre, nell'episodio pilota si vede anche un cameo di Butt-head, il protagonista dell'omonima serie d'animazione di spicco di MTV.

## Altri media

### Videogiochi
Originariamente era previsto un videogioco basato sulla serie, che sarebbe stato pubblicato sia per Super Nintendo Entertainment System che per Sega Genesis nel febbraio 1995, tuttavia è stato cancellato durante la fase iniziale dello sviluppo. Nel maggio 2014 è stato scoperto il codice sorgente del videogioco per Sega Genesis.

### Graphic novel
Nel 1996, Pocket Books ha pubblicato una graphic novel di 96 pagine intitolata The Head: A Legend Is Born, basato su una sceneggiatura mai utilizzata in alcun episodio ufficiale.
La storia si svolge dopo gli eventi della seconda stagione. Roy e Jim si sono separati ma si riuniscono per salvare Mark, il fratello minore di Roy, che ha inviato una chiamata di soccorso da una nave nello spazio. Nel frattempo, Madelyn viene rapita da Gork, mentre il dott. Elliot fa il suo ritorno per devastare la Terra con l'aiuto dei suoi "figli". Nel frattempo nasce il figlio di Jim e Madeline, che chiamano Mark.